# جزيرة العوانة الصغرى
جزيرة العوانة الصغرى (بالإنجليزية: Lesser Al-Awana Island)‏ كان الفرنسيون يسمونها (بالفرنسية: île du petit cavallo)‏ نسبة إلى الاسم الذي أطلقوه على مدينة العوانة، هي جزيرة تقع في البحر الأبيض المتوسط على بعد حوالي 4 كم شرق مدينة العوانة بولاية جيجل الواقعة شمال شرق الجزائر، تبلغ مساحة الجزيرة حوالي 2.9 هكتار.